# Polydor Records
La Polydor Records è una casa discografica fondata a Lipsia nel 1913. Dal 1998 è controllata dalla Universal Music Group.

## Storia
L'etichetta fu fondata a Lipsia il 2 aprile 1913 e registrata il 25 luglio 1914 (Nr. 316613) come sottomarca indipendente della Deutsche Grammophon Gesellschaft per la produzione dei dischi di generi musicali leggeri, non classici. Si trattava originariamente di un ramo indipendente della "Polyphon-Grammophon-Konzern group", utilizzato come etichetta di esportazione dal 1924. In seguito agli accordi di resa alla fine della seconda guerra mondiale, la DGG perse ogni diritto sul simbolo del cane e sul marchio "Die Stimme seines Herrn" ('La voce del padrone') in favore della EMI.
Una filiale venne fondata dalla casa discografica tedesca Deutsche Grammophon Gesellschaft a Londra nel 1954.
Nel 1962, dalla fusione tra la Deutsche Grammophon Gesellschaft (DGG) tedesca e la Philips Phonografische Industrie (PPI) olandese, allora controllata dalla Siemens AG, nasce la casa discografica Phonogram che, quindi, nei primi anni sessanta, possiede le etichette Polydor e Philips.  
Uno dei primi colpi messi a segno dalla Polydor è, grazie a Bert Kaempfert, il contratto con "Tony Sheridan and the Beat Brothers", il cui leader, Tony Sheridan fu uno dei primi collaboratori dei famosi Beatles, allora formati da John Lennon, Paul McCartney, George Harrison e Pete Best. 
In Italia, la Polydor Italia poté vantare nelle sue file artisti come Orietta Berti (rimasta sotto contratto per ben 15 anni), Angelo Branduardi, Georges Moustaki, Patty Pravo, Amanda Lear, ecc.
Successivamente la Phonogram si trasformò nella multinazionale Polygram, ma per alcuni anni in Europa rimase il marchio Phonogram (mantenendo la distinzione tra le due etichette, Philips e Polydor) e, difatti, negli anni ottanta, la Polydor continuò la sua produzione discografica.
Nel decennio successivo, la Polydor rallentò le produzioni americane, costringendo la Polygram a spostare molto del suo staff nel progetto Polygram Label Group, una specie di coordinamento per le sottolabels del gruppo Polygram.
Nel 1998 la Universal ha comprato la Polygram e tra le operazioni del nuovo colosso c'è stato lo smantellamento delle operazioni oltreoceano della Polydor. In Europa, comunque, essa continua a essere attiva con buoni risultati, avendo artisti di successo come Kaiser Chiefs e Sophie Ellis-Bextor.

## Citazioni
- Nel 1984 la Polydor venne "presa in giro" dal film This Is Spinal Tap, dove "Polymer Records" era l'etichetta della band protagonista, gli inesistenti Spinal Tap.